# Rocamadour (fromage)
Pour les articles homonymes, voir Rocamadour (homonymie).
Le rocamadour est un fromage français de chèvre au lait cru entier. Il appartient à la famille des cabécous. Il est ou a été aussi appelé « cabécou de Rocamadour ».
Ce fromage au lait cru est produit dans le Quercy et l'appellation « rocamadour » seule est protégée grâce à une AOC depuis 1995. Cette appellation a pour origine la commune de Rocamadour dans le département du Lot.
Sa meilleure période de consommation s'étend d'avril à septembre.

## Histoire
Son premier nom est « cabécou de Rocamadour » mais seule l'appellation « rocamadour » a été retenue pour des questions liées à l'AOC rocamadour car le territoire d'élaboration de fromages de chèvre nommés régionalement « cabécous » s'étend du bas des Pyrénées en passant par le bassin aquitain et en remontant jusqu'aux hauts plateaux du Massif central dans le Rouergue.

Ce fromage est connu au moins depuis le XVe siècle : J. Meulet a écrit une monographie dans laquelle il est fait mention de ces petits fromages qui pouvaient servir à payer métayage et impôts.
Le 13 septembre 1913, le président Raymond Poincaré est reçu dans le Lot. Le rocamadour figurait au menu du banquet.

## Le terroir d'appellation

### Décret d'appellation d'origine contrôlée
L'appellation rocamadour est protégée par une appellation d'origine contrôlée depuis 1995. La dernière version du décret d'appellation date du 26 novembre 2004. Un règlement technique précise les modalités d'application de ce décret ; il porte notamment sur les conditions d'élevage du troupeau et la fabrication des fromages de l'appellation. Ce règlement a été homologué par arrêté du 29 avril 2005.
Le rocamadour est également appellation d'origine protégée (AOP), l'équivalent européen de l'AOC, depuis 1999.

### Aire géographique

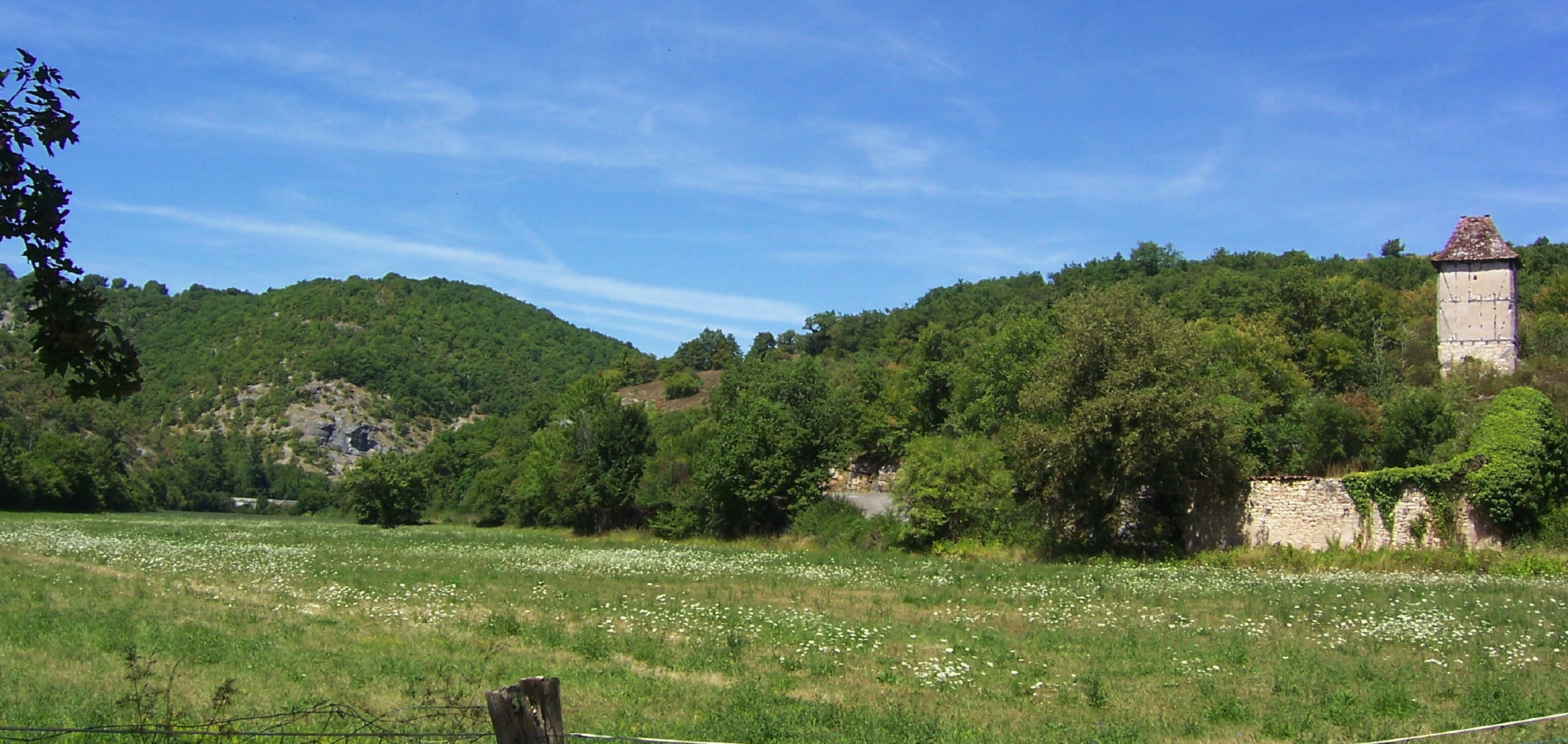
Exemple de paysage de causse boisé et prairie de fond de vallée.

L'aire d'appellation comprend le département du Lot, ainsi que quelques communes des départements limitrophes :
- Aveyron : communes de Ambeyrac, balaguier-d'Olt, La Capelle-Balaguier, Causse-et-Diège, Foissac, Martiel, Montsalès, Ols-et-Rinhodes, Sainte-Croix, Salvagnac-Cajarc, Saujac et Villeneuve ;
- Corrèze : communes de Chartrier-Ferrière, Chasteaux, Estivals, Nespouls et Turenne ;
- Dordogne : communes d'Archignac, Borrèze, La Cassagne, Cazoulès, Chavagnac, La Dornac, Jayac, Nadaillac, Orliaguet, Paulin, Peyrillac-et-Millac, Saint-Amand-de-Coly et Salignac-Eyvigues ;
- Tarn-et-Garonne : communes de Caylus, Lacapelle-Livron, Loze et Saint-Projet.

### Géologie
Le terroir comprend une région de vallées fertiles (argiles et calcaréo marneuses) et de causses arides l'été (formations hercyniennes). Le sous-sol est constitué de trois formations géologiques. Le centre et l'ouest correspondent à des marnes et calcaires. Au sud, les grès argileux à bancs calcaires sont appelées molasses de l'Agenais. Au nord et à l'est, des formations métamorphiques sont constituées de gneiss, schistes, granites, grès et micaschistes.

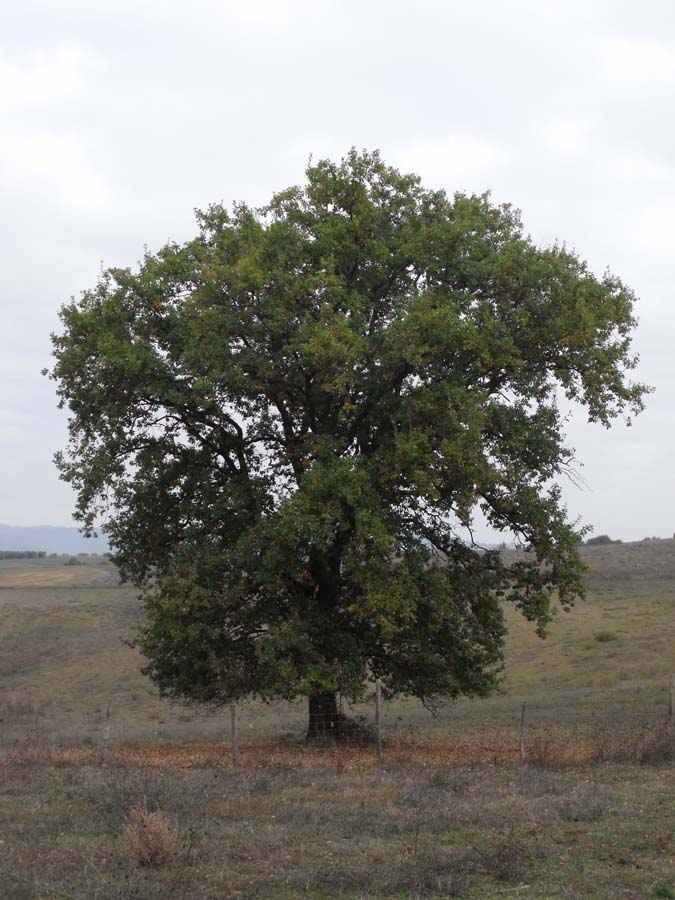
Chêne pubescent

### Végétation naturelle
Le causse est karstique et très drainant. La végétation dominante est celle du chêne pubescent, caractéristique des paysages calcaires à épisodes arides. Elle comporte une succession de maigres bosquets et de pelouses rases subissant une sècheresse estivale. Les cultures (fourrage, céréales, légumineuses) se concentrent dans les vallées plus riches et plates pour la mécanisation.

### Climatologie
| Mois                                                                     | Janv | Fév  | Mars | Avr | Mai  | Juin | Juil | Août | Sept | Oct | Nov | Déc | Année |
| ------------------------------------------------------------------------ | ---- | ---- | ---- | --- | ---- | ---- | ---- | ---- | ---- | --- | --- | --- | ----- |
| Températures minimales moyennes (°C)                                     | 1,5  | 2,1  | 3,5  | 5,5 | 9,1  | 11,6 | 13,9 | 13,9 | 11,3 | 8,5 | 4,2 | 2,5 | 7,3   |
| Températures maximales moyennes (°C)                                     | 8,5  | 10,6 | 13,6 | 16  | 20,2 | 23,3 | 26,7 | 26,5 | 23,1 | 18  | 12  | 9,4 | 17,4  |
| Précipitations moyennes (mm)                                             | 68   | 68   | 63   | 78  | 93   | 81   | 60   | 67   | 76   | 82  | 72  | 75  | 883   |
| Ensoleillement moyen (heures)                                            | 113  | 122  | 185  | 176 | 221  | 223  | 257  | 258  | 191  | 134 | 90  | 84  | 2054  |
| Source :Climatologie mensuelle moyenne - station Météo-France de Gourdon |      |      |      |     |      |      |      |      |      |     |     |     |       |

Le climat lotois est bien représenté par celui de Gourdon. Il est la résultante de plusieurs influences. Le climat océanique apporte une pluviométrie bien répartie, à l'exception de la sècheresse des mois de juillet-août, des températures douces et un ensoleillement important pour la pousse de l'herbe. L'éloignement de l'océan Atlantique se remarque toutefois avec des températures et des pluies d'octobre à avril plus faibles qu'à Bordeaux-Mérignac. Le climat montagnard (influence du Massif-Central) se fait sentir par des températures hivernales froides. Elles stoppent la pousse de l'herbe et nécessitent la mise en réserve de fourrage pour appaturer le troupeau en bergerie. Les climats locaux sont générés par les vallées et expositions variables.

### L'élevage caprin

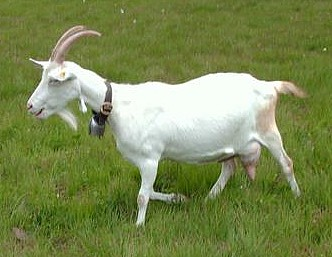
Chèvre saanen.

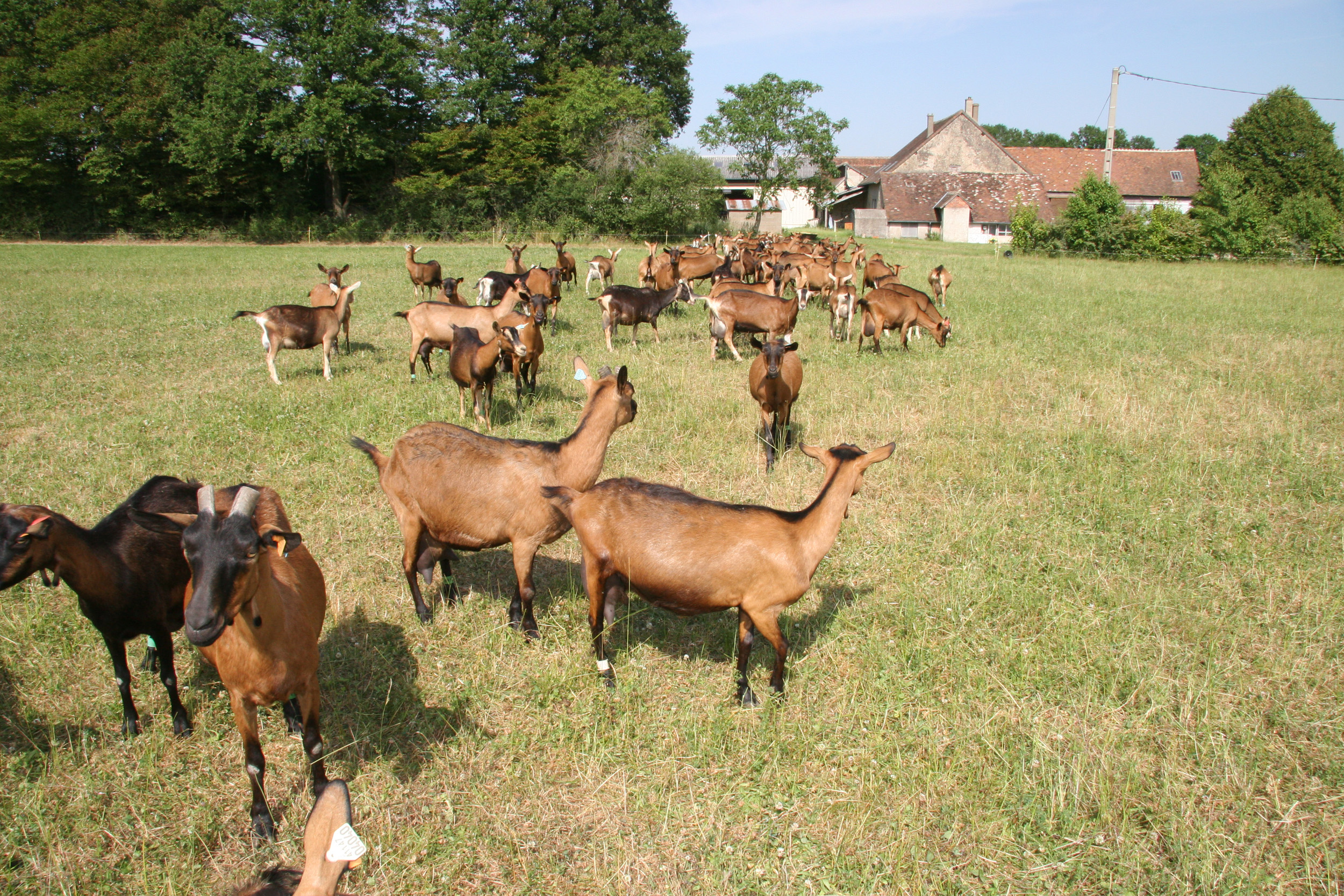
Troupeau de chèvres alpines.

Les races de chèvres alpine et saanen sont seules autorisées par le décret. Le croisement entre les deux races est permis.
Le chargement à l'hectare ne doit pas dépasser dix chèvres. La nourriture doit provenir à plus de 80 % de la zone géographique de l'AOC. Elle est constituée d'au moins 70 % de fourrage en pâturage naturel à la belle saison ou de foin. Le reste de la ration est composé de grains (céréales, légumineuses) et de tourteaux. Les aliments fermentés (ensilage) et génétiquement modifiés (OGM) sont interdits.
Un règlement technique précise les aliments et compléments alimentaires autorisés ou interdits.

### La lactation

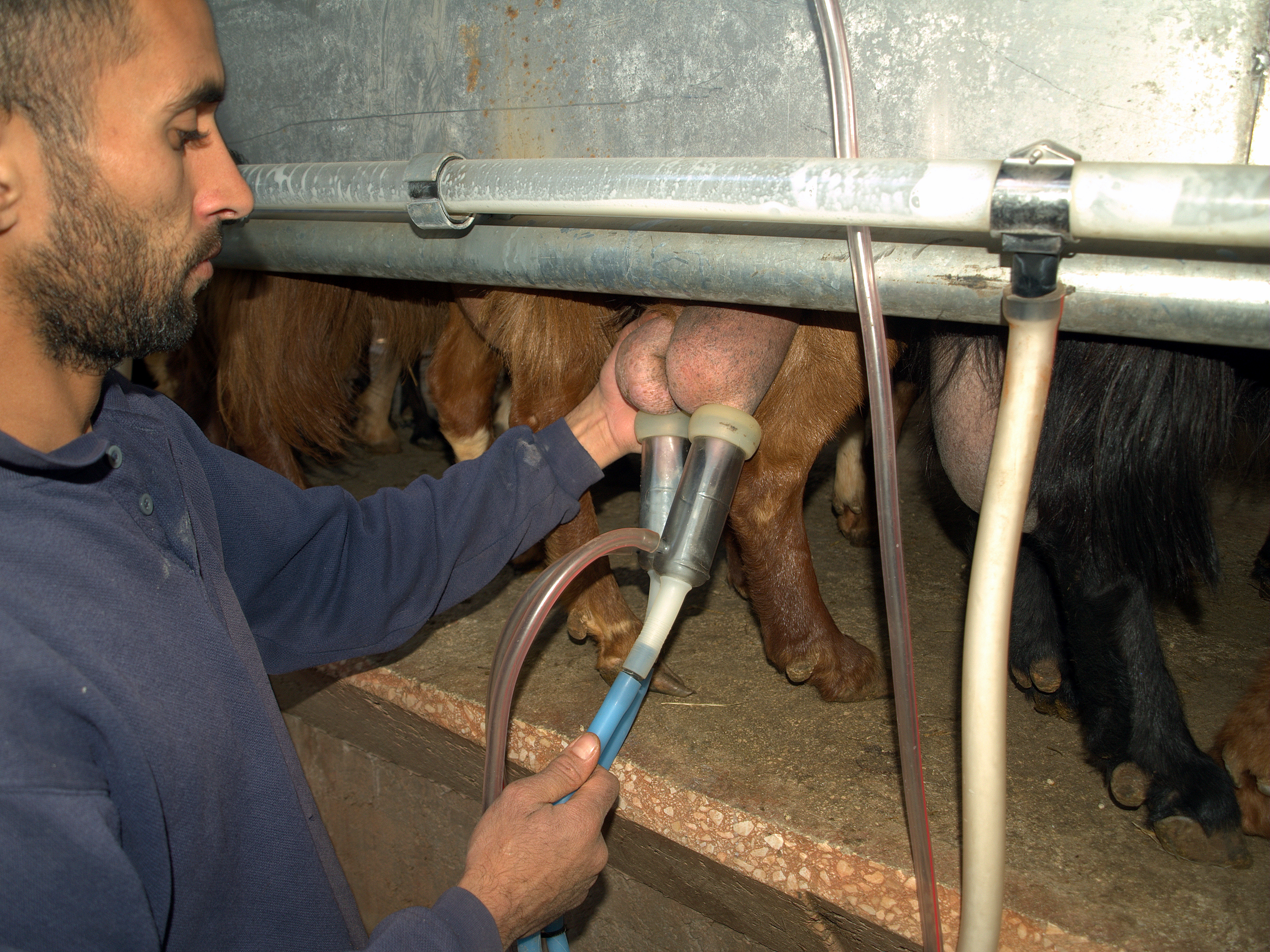
Machine à traire les chèvres.

Les chèvres donnent normalement du lait pour nourrir les chevreaux. Ces derniers (1,7 par chèvre en moyenne) naissent après une gestation de cinq mois. Ils sont élevés un mois avant d'être triés. Les chevrettes les plus prometteuses (mère bonne laitière, bonne conformation des mamelles...) sont conservées pour prendre la succession des chèvres de réforme, les autres et les jeunes boucs sont vendus à l'engraissement pour la boucherie.
La chèvre donne deux à trois litres de lait en deux fois (matin et soir) sur une durée de lactation de 300 jours.
Le lait destiné à l'élaboration du fromage rocamadour doit avoir un taux butyreux (matière grasse) supérieur à celui de matière azotée (protéines).
La collecte de lait ne concerne que le produit des quatre dernières traites. Il est donc ramassé tous les deux jours.

## La fabrication fromagère

### Le caillage
Le rocamadour est élaboré à partir de lait cru entier.
À l'arrivée du lait dans le lieu de transformation, le lait est ensemencé. Dans les huit heures suivant la dernière traite, le lait est emprésuré à la dose de 10 cm3 pour 100 litres de lait. Cette opération a lieu à une température comprise entre 18 et 23 °C. Pour les agriculteurs et leurs  productions fermières, l'emprésurage a lieu tous les jours pour deux traites au maximum, dans la limite de six heures après la dernière traite.
Le caillage dure 18 heures à  puis un préégouttage dure 12 heures. Le salage intervient avant le moulage en mélangeant 0,6 à 0,8 % de sel à la masse du caillé. La congélation de caillé est autorisée pour étaler la production. Le caillé congelé doit être mélangé à du caillé frais avant la mise à la fabrication. La proportion de frais doit être d'au moins 50 %.

### La fabrication et l'affinage
Le caillé est mis dans des moules individuels ou des plaques multimoules. La taille des moules est de 60 mm de diamètre sur 16 mm de hauteur. Au moulage, l'extrait sec doit être d'au moins 31 %.
L'affinage se fait en deux étapes: le ressuyage dure 24 heures à température inférieure ou égale à 23 °C et hygrométrie supérieure à 80 %. La suite de l'affinage se fait en hâloir ou en cave, à une température de moins de 10 °C et une hygrométrie supérieure à 85 %, durant au moins six jours après le démoulage.

### Conditionnement
Chaque fromage reçoit une étiquette de 4 cm de diamètre au minimum portant les mentions rocamadour et appellation d'origine contrôlée. Les fromages conditionnés en lots destinés au consommateur final peuvent n'avoir qu'une seule étiquette. La vente directe « en vrac » est autorisée mais le vendeur doit présenter une étiquette de rocamadour sur chaque contenant et afficher l'adresse du producteur et/ou de l'affineur.

## Le fromage

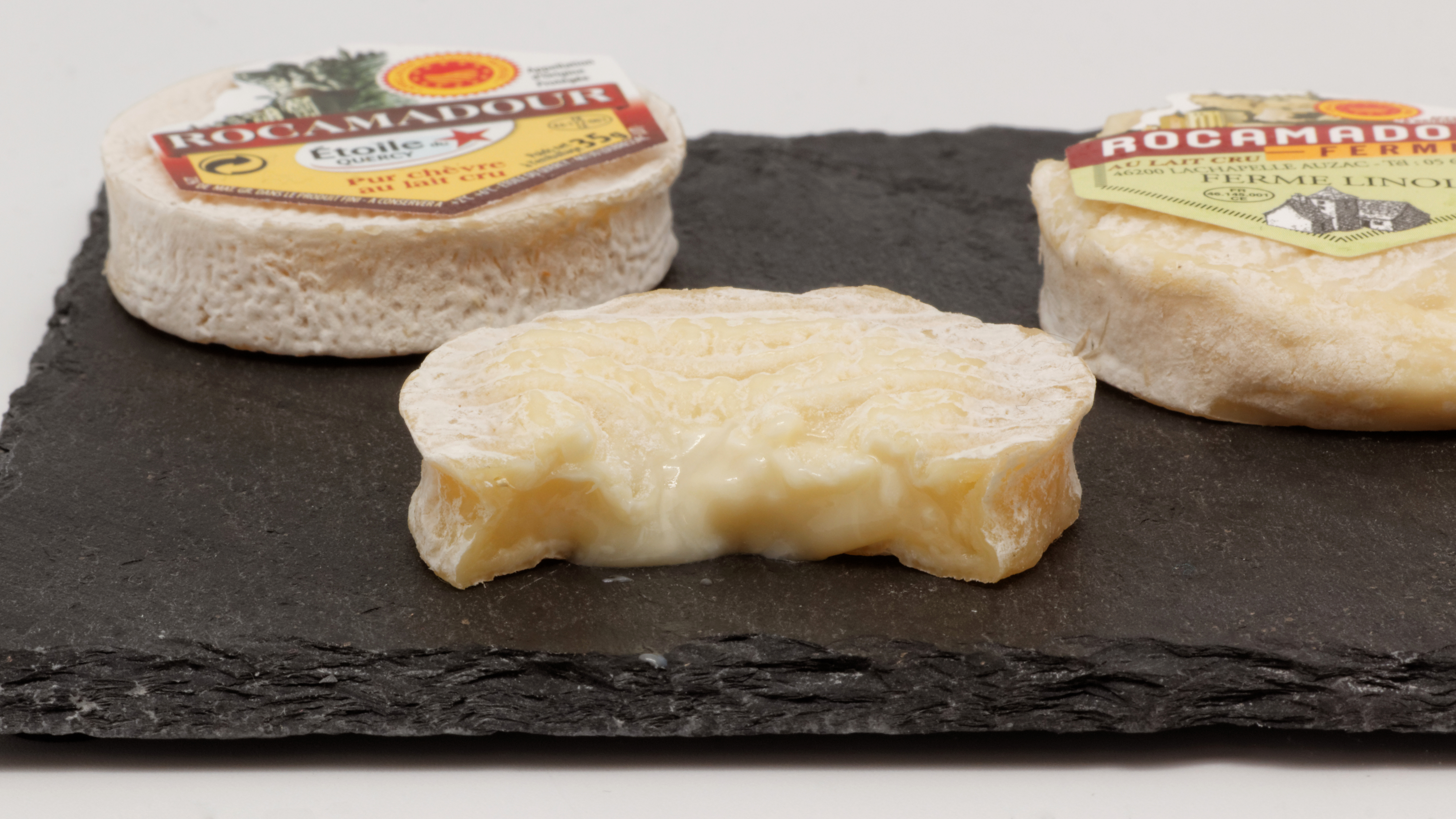
Fromages prêts à la consommation.

### Description
C'est un cabécou à base de lait cru de chèvre, à pâte molle. Il a la forme d'un palet (disque) de couleur blanche d'un poids moyen de 35 grammes.

### Consommation
Il n'y a pas de période de consommation idéale à cause de l'autorisation de congélation du caillé servant à l'élaborer (50 % de la masse employée) ce qui fausse la notion de saison (voir section : Le caillage). L'affinage est de 6 jours minimum à compter du jour de démoulage. Il peut être consommé sur du pain grillé chaud, en salade ou seul avec du vin rouge et du pain.
Frais, sa pâte libère des saveurs de crème et de beurre avec une légère odeur de chèvre. Les arômes se concentrent avec l'âge, lorsqu'il devient plus sec.

## Production

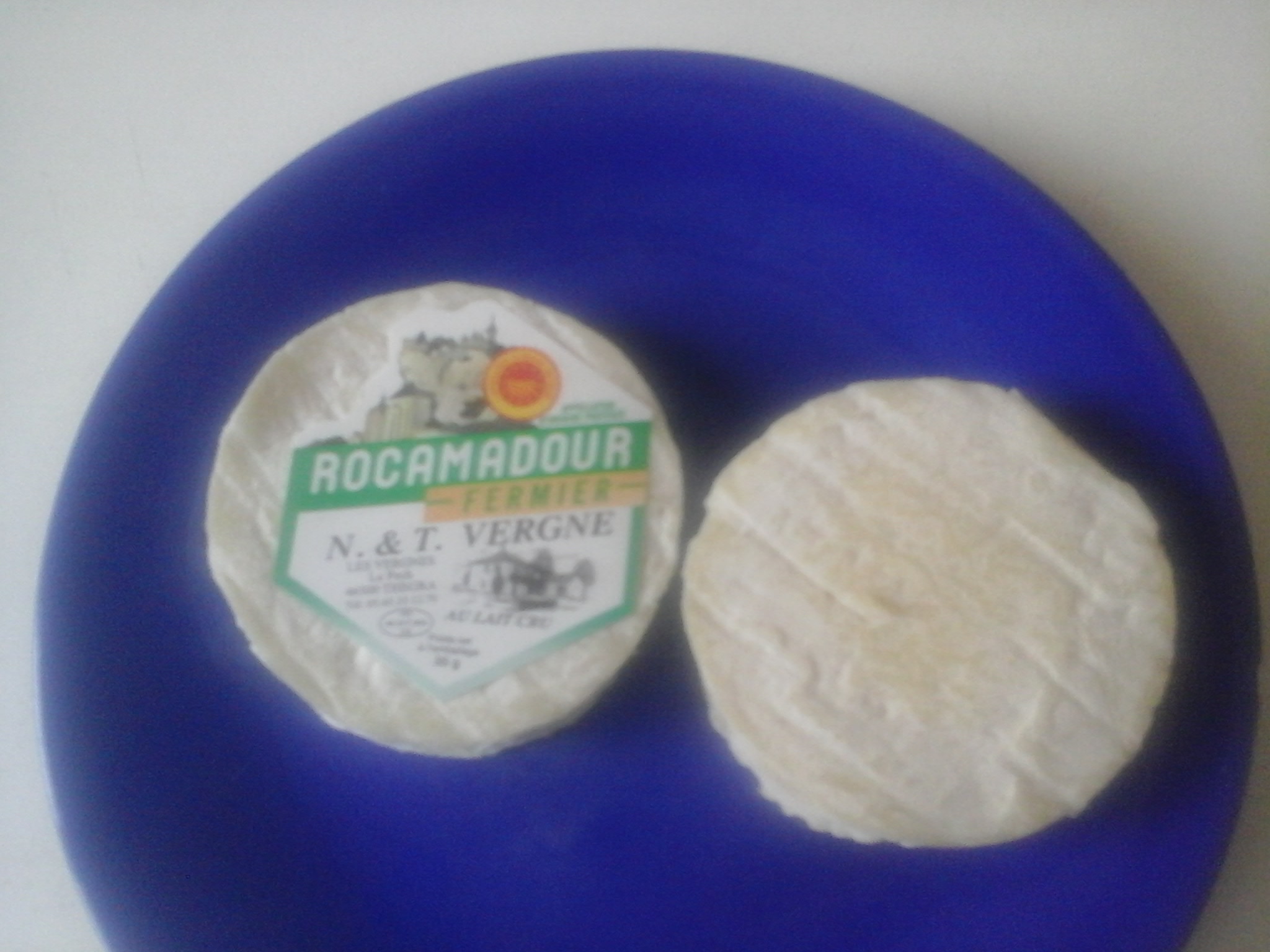
Rocamadour fermier.

La production, en 2003, était de 808 tonnes dont 50 % en fermier. En 2005, la production était passée à 1 050 tonnes. Elle est relativement stable depuis.
En 2008, les éleveurs ont trait 13 600 chèvres. Elles ont donné 8,7 millions de litres de lait. La production de fromages a été de 1 071 tonnes, représentant 30 millions de fromages (339 tonnes en production fermière et 732 tonnes en production laitière) .
En 2011, la production de rocamadour s'est élevée à 1 060 tonnes, dont 349 tonnes en fermier. La filière compte une centaine d'opérateurs : 55 agriculteurs producteurs de lait ou caillé, 37 producteurs fermiers, 2 laiteries acheteuses de lait aux agriculteurs et une coopérative agricole.

## Tradition

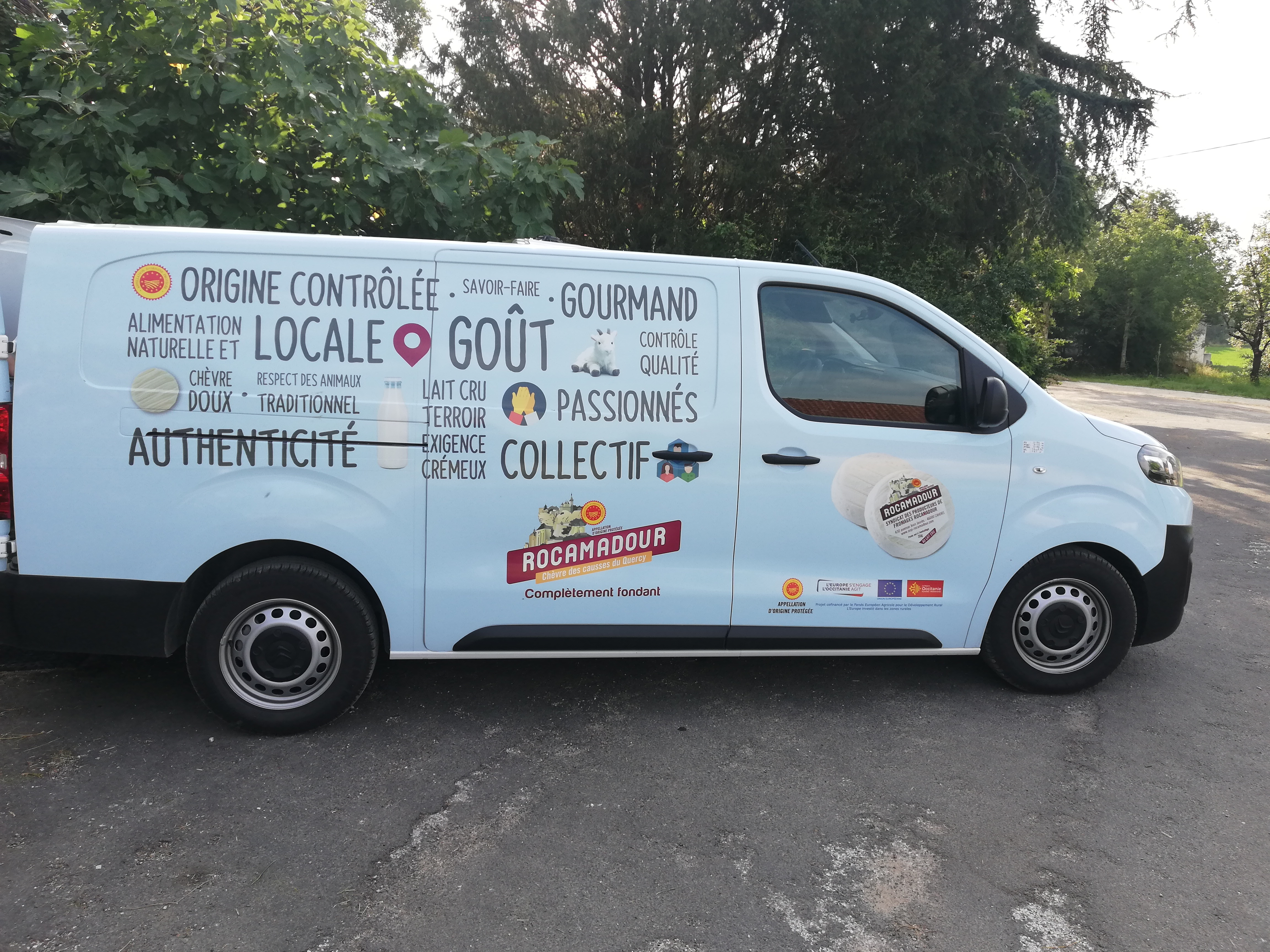
Visuels et charte graphique des producteurs de rocamadour en 2021, ici sérigraphiés sur un fourgon automobile.

Chaque année, la fête du rocamadour réunit producteurs et consommateurs le weekend de Pentecôte. D'autres appellations fromagères, protégées ou pas, sont invitées depuis le début de cette fête en 1990. C'est une des rares fêtes exclusivement fromagère du sud-ouest de la France.